# Adolf Lauster & Co.

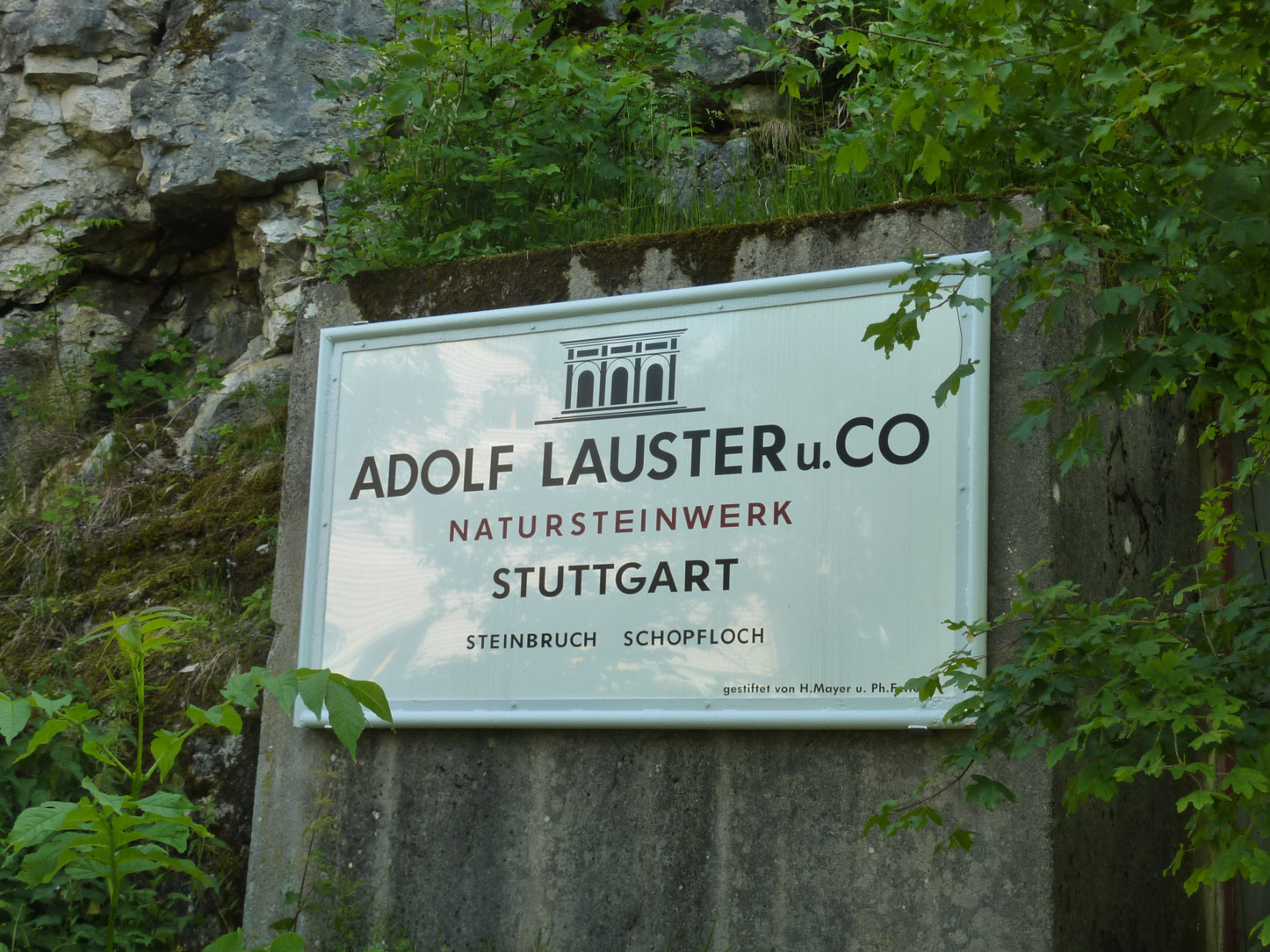
Firmenschild

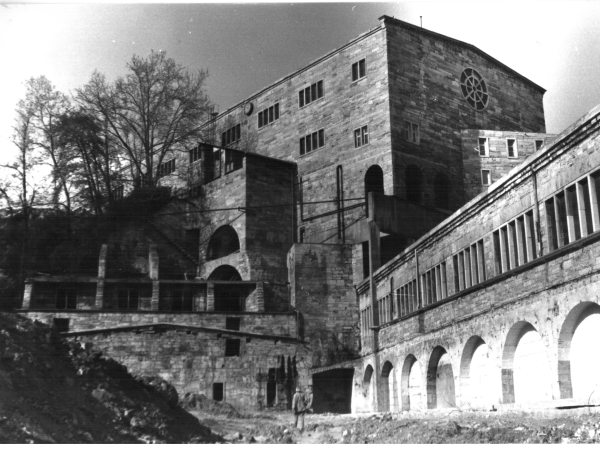
Werkshallen der Firma Adolf Lauster um 1992; im Hintergrund die Vierkranhalle, markantester Baukörper des Areals der Neckartalstraße

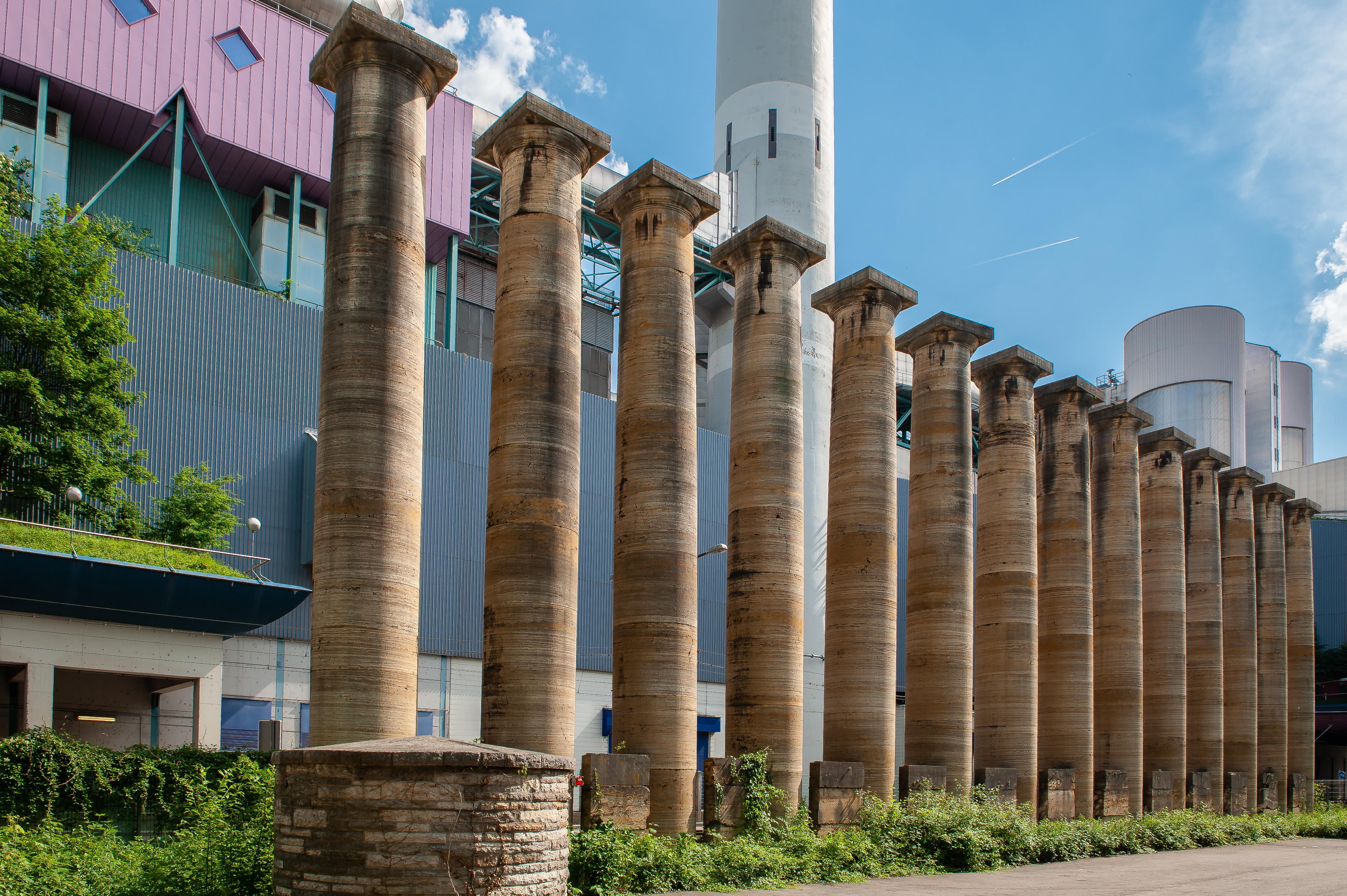
14 Travertin-Säulen, die für den Mussoliniplatz in Berlin bestimmt waren, säumen die Neckartalstraße

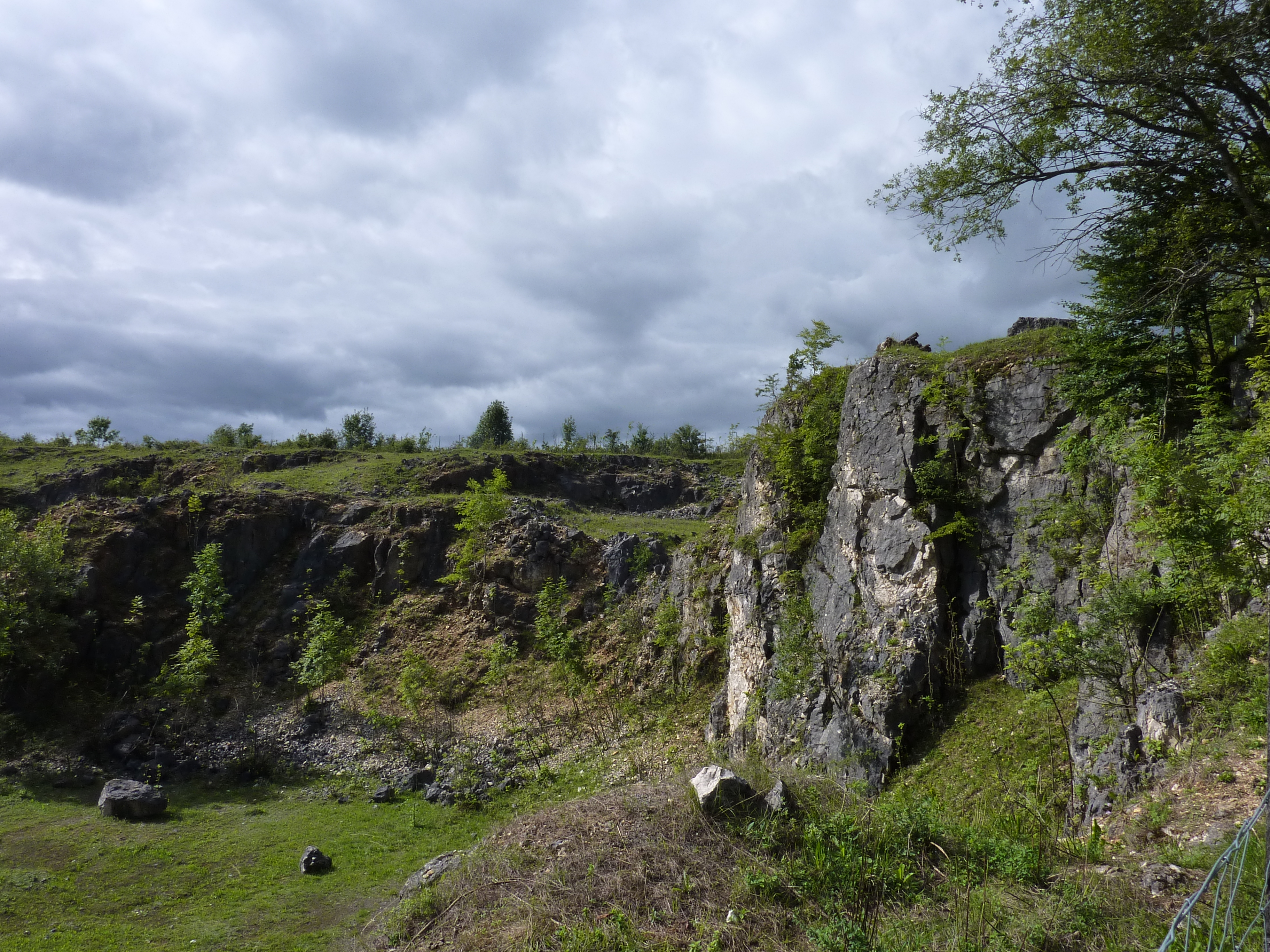
Ehemaliger Juramarmor-Steinbruch bei Schopfloch

Adolf Lauster & Co. war ein Steinbruchbetrieb in Stuttgart-Bad Cannstatt. Das Unternehmen existierte von 1902 bis 1984.

## Geschichte
1902 wurde der Blattnersche Steinbruch in Cannstatt angekauft. Lauster arbeitete kurzfristig mit dem benachbarten Steinbruchbetrieb Haas zusammen. Ab 1906 konnte durch die Erfindung der hydraulischen Rohblockgewinnung auf Sprengungen bei der Steingewinnung weitgehend verzichtet werden. 
Die Brüder Fritz Lauster (Werkmeister) und Adolf Lauster (Fabrikant) hatten im Jahr 1919 acht Beschäftigte und bauten ihren Betrieb weiter aus. In den Jahren 1920/21 wurde Fritz Lausters Villa Lauster erbaut. Um diese Zeit wurde das Unternehmen zum Industriebetrieb umgewandelt; man verlegte sich jetzt auf maschinelle Steingewinnung und -bearbeitung. Mitglieder der Familie Lauster entwarfen ihre Maschinen zum Teil selbst; 1922 etwa wurden Steinhobelmaschinen entwickelt. Ein Jahr später wurde ein Gelände in Münster gekauft und in den Folgejahren entstanden neben einem Wohnhaus auch Hallen und Verwaltungsgebäude für das Unternehmen. Die Gebäude in der Neckartal- und in der Enzstraße sowie auf diversen weiteren Flurstücken werden teils dem Expressionismus, teils dem Internationalen Stil zugerechnet und stehen heute unter Denkmalschutz. Für die Bauwerke wurde der vor Ort abgebaute Travertin verwendet.
In den 1920er Jahren wurden außerdem Zweigbetriebe bei Würzburg, Kirchheim/Moos und Tengen eingerichtet. 1929 hatte Adolf Lauster & Co. 180 Beschäftigte. Zu Beginn der 1930er Jahre operierte Lauster auch international, etwa in den USA, Argentinien, China, Japan und Südafrika. Den Höchststand von 563 Beschäftigten erreichte Lauster 1939. Während der Zeit des Nationalsozialismus erhielt der Betrieb zahlreiche Aufträge von öffentlicher Hand. Zeugnis legen davon etwa die 14 Travertinsäulen ab, die 1936 für ein Mussolini-Denkmal geordert, aber nicht mehr ausgeliefert wurden. Sie stehen nach wie vor an der Neckartalstraße, nachdem sie nach dem Krieg von Lauster zurückgekauft wurden. 
Nach dem Zweiten Weltkrieg übernahm Lauster weitere Steinbrüche, so etwa in Ittenhausen, in Merklingen und Hörden. Der 1974 aufgelassene Steinbruch bei Schopfloch ist heute als Naturdenkmal geschützt.
In den frühen 1940er-Jahren – noch im Zweiten Weltkrieg – begann der Betrieb, Spezial-LKW, Krane und Sondermaschinen für Arbeiten im Steinbruch selbst zu entwickeln. Daraus ging im Jahr 1965 das eigenständige Unternehmen Lauster GmbH hervor.
1984 wurde das insolvente Werk verkauft; einen Nachfolgebetrieb in Stuttgart leitet allerdings Adolf Lausters Enkel Albrecht. Die Grundstücke und Gebäude von Adolf Lauster & Co. gehören heute anderen Firmen und sind nicht zu besichtigen.

## Fossilienfunde
In den Steinbrüchen von Adolf Lauster & Co. wurden immer wieder Fossilien geborgen. Zahlreiche Funde aus dem Travertinbruch in Stuttgart befinden sich heute im Staatlichen Museum für Naturkunde in Stuttgart, so etwa zwei 1936 gefundene versteinerte Panzer von Sumpfschildkröten. Auch zahlreiche Funde von Säugetierknochen und -zähnen sind für Lausters Steinbrüche belegt.